# Historischer Verein von Oberbayern
Der Historische Verein von Oberbayern in ein Geschichtsverein hat sich die Förderung von Wissenschaft und Forschung, Denkmalpflege, Kunst und Kultur und der Volksbildung auf dem Gebiet der Geschichte zur Aufgabe gemacht. Schwerpunkte sind die wissenschaftliche Erforschung der Geschichte Oberbayerns, die Stärkung des Geschichtsbewusstseins, die Verbreitung geschichtlichen Wissens und die Pflege und Weiterentwicklung des historischen Erbes der Kulturlandschaft Oberbayern. Wesentlicher Pfeiler der Arbeit sind dabei Vorträge, Führungen und die Herausgabe der Vereinszeitschrift „Oberbayerisches Archiv“.

## Gründung
Der Historische Verein von Oberbayern geht auf einen Kabinettsbefehl König Ludwig I. zurück, mit dem dieser 1827 zur Gründung von Historischen Vereinen in den Kreisen des Königreichs Bayern aufrief. Der im Juni 1830 in München gebildete „Historische Verein für den Isarkreis“ hatte zwar bald 166 Mitglieder, entfaltete jedoch keine rechte Wirkung. Die von König Ludwig I. im November 1837 vorgenommene neue politische Einteilung der Regierungsbezirke nach Stammesnamen stärkte das Bewusstsein für den regionalen Eigenwert. In München zeitigte der neue Nationalstolz umgehend die gewünschte Wirkung: am 11. Dezember 1837 traten zwanzig Geschichtsfreunde zusammen, um den Verein neu zu beleben, einen Ausschuss zu wählen und die künftigen Statuten zu beraten. Seinen ersten Sitz hatte der Verein in der Alten Akademie an der Neuhauser Straße. Da sich die seit 1831 um Ludwig Schwanthaler bestehende „Gesellschaft für deutsche Alterthumskunde zu den drei Schilden“ bereit erklärte, ihre Mitglieder und ihre Sammlungen in den neu begründeten „Historischen Verein von und für Oberbayern“ einzubringen, gehörten diesem Ende 1838 bereits 273 Mitglieder an. 
Bereits im ersten Jahr wurde voller Enthusiasmus begonnen, 1839 erschien der erste Jahresbericht und der erste Band des „Oberbayerischen Archivs für vaterländische Geschichte“ – diese Publikationsreihe besteht bis heute.
Gründungsmitglied und in den ersten vier Jahrzehnten arbeitsamstes Mitglied des Vereins war Heinrich Konrad Föringer. Er bestimmte von 1840 bis 1878 Aufbau, Ausrichtung und Bestand der Bibliothek des Vereins und leitete von 1839 bis 1878 die Redaktion des Oberbayerischen Archivs.

## Sitz und Vorstand
Der Verein hat seinen Sitz und Geschäftsstelle am Stadtarchiv München, Winzererstraße 68, 80797 München.
1. Vorsitzender ist seit 2010 Michael Stephan, ehemaliger Leiter des Stadtarchivs München. 
2. Vorsitzender ist Rupert Gebhard, Leiter der Archäologischen Staatssammlung München, 3. Vorsitzender des Vereins ist Archivdirektor Christoph Bachmann, Leiter des Staatsarchivs München. Archivdirektor Manfred Heimers ist Schriftführer; die Schriftleitung liegt in Händen von Brigitte Huber (Stadtarchiv München).
Dem Ausschuss gehören weiter Schatzmeister und 15 Ausschussmitglieder an.

## Vorsitzende
An der Spitze des Vereins standen fast durchwegs hochrangige Beamte, Offiziere und Archivare.
| Karl August Graf von Seinsheim | 1837–1846 |
| Joseph von Stichaner           | 1847–1856 |
| Friedrich Hektor Graf Hundt    | 1856–1867 |
| Franz Xaver von Schönwerth     | 1868–1875 |
| Friedrich Hektor Graf Hundt    | 1876–1879 |
| Ludwig Rockinger               | 1880–1886 |
| Josef Würdinger                | 1886–1888 |
| Christian Haeutle              | 1889–1891 |
| Karl Popp                      | 1892–1894 |
| Marcellus Stigloher            | 1894–1898 |
| Karl Köstler                   | 1898–1899 |
| August Hartmann                | 1899–1900 |
| Friedrich Ohlenschlager        | 1900–1903 |
| Karl Gareis                    | 1903–1907 |
| Anton von Halder               | 1907–1908 |
| Michael Doeberl                | 1908–1928 |
| Georg Leidinger                | 1928–1945 |
| Michael Hartig                 | 1945–1960 |
| Michael Schattenhofer          | 1960–1984 |
| Richard Bauer                  | 1984–2010 |
| Michael Stephan                | seit 2010 |

## Aktivitäten
Der Verein besitzt umfangreiche Sammlungen, die gut erschlossen sind. Neben dem Oberbayerischen Archiv (erschienen bisher 143 Bände) erscheinen weitere Publikationen in unregelmäßigen Abständen. Zusätzlich wurden von 1839 bis 1896 auch Jahres-Berichte herausgegeben, ferner von 1892 bis 1898 eine Monatsschrift, danach von 1899 bis 1926 die „Altbayerische Monatsschrift“. Die seit 2010 veröffentlichten Rezensionen sind auf der Internet-Seite des Vereins nachzulesen.
Der Verein hält monatliche Vorträge und gibt in unregelmäßigen Abständen auch Führungen. Jährlich gibt es einen Tagesausflug zu historisch/kunsthistorisch interessanten Zielen in Oberbayern oder den angrenzenden Regionen statt und ein Sommerfest gemeinsam mit dem Stadtarchiv.